# Hermann (Zeitschrift)
Hermann. Eine Zeitschrift von und für Westfalen oder der Lande zwischen Weser und Maaß war ein zwischen 1814 und 1819 in Hagen erscheinendes Periodikum. Nach Unterbrechungen erschien das Blatt von 1823 bis 1835 in Schwelm und später in Barmen.

## Entstehung

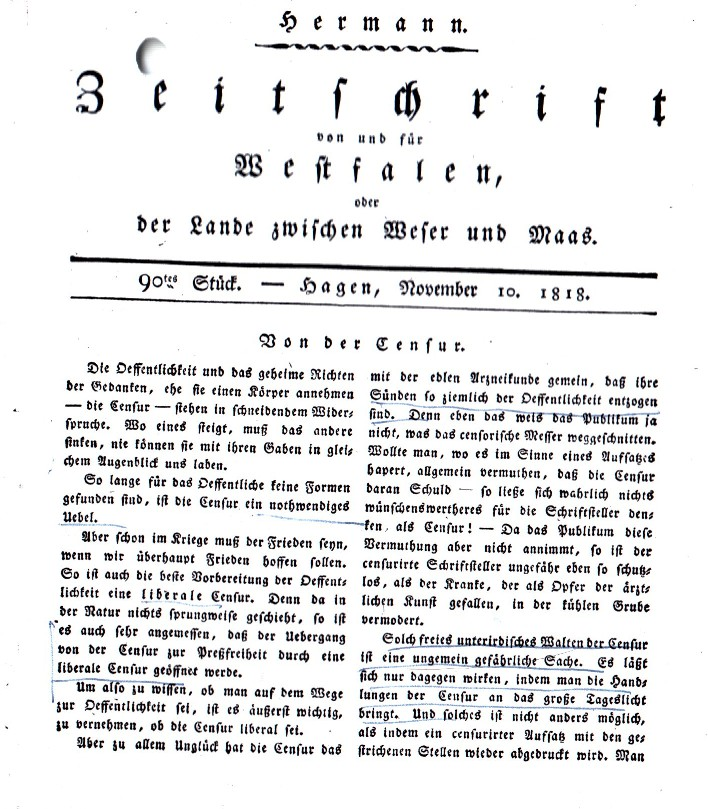
Ausgabe vom 10. November 1818 mit einem Beitrag von Johann Friedrich Joseph Sommer über die Zensur

Die Entstehung und Namensgebung des Blattes nach dem Cheruskerfürsten Arminius hatten mit der durch die Befreiungskriege des Jahres 1813 ausgelösten patriotischen Begeisterung und propreußischen Haltung in der Grafschaft Mark zu tun. Dies stand dabei im Gegensatz zu den ehemals geistlichen Teilen Westfalens. Der Zusammenbruch der napoleonischen Herrschaft hatte im Übrigen zunächst auch die Presserzensur gelockert, so dass für einige Jahre eine relativ freie Presse entstehen konnte. Die Zeitschrift Hermann wurde von den preußischen Behörden anfangs unterstützt und war daher von der Zensur zunächst völlig befreit.
Der Gründer des Hermann und zeitweilige alleinige Herausgeber war Wilhelm Aschenberg. Dieser war lutherischer Pfarrer und Konsistorialrat. Bei diesem Kritiker des napoleonischen Systems verband sich ein stark ausgeprägter preußischer Patriotismus mit nationaldeutschen Ideen. Mitherausgeber zwischen 1815 und 1818 war Philipp Anton Storck, der Leiter der örtlichen Bürger- und Handelsschule. Zur engeren Redaktion gehörten außerdem der Arzt und Kreisphysikus Friedrich Degenhard Kersig und der Gutsbesitzer Friedrich von Hövel.
Für das Blatt schrieben unter anderem die überregional bekannten Autoren wie Ludwig Natorp und Ernst Moritz Arndt, aber auch Friedrich Harkort, Gerhard Siebel oder Johann Friedrich Joseph Sommer. Von den Auswärtigen abgesehen, war das Blatt ein Organ des regionalen Bildungsbürgertums, des Wirtschaftsbürgertums und von Teilen des Adels. Starke Überschneidungen gab es in personeller Hinsicht mit der in derselben Zeit gegründeten Literarischen Gesellschaft in der Grafschaft Mark.
Die erste Ausgabe erschien am 1. Februar 1814. Die Auflage lag bei etwa 1000 Exemplaren und die Zeitschrift war vor allem im bergischen und märkischen Teil Westfalens verbreitet, wurde aber auch in anderen Teilen der Provinz gelesen. Sie gehörte damit zwar nicht zu den größten zeitgenössischen Blättern, war aber größer als der einflussreiche Deutsche Beobachter in Hamburg, der es nur auf eine Auflage von maximal 700 Exemplaren brachte. Zu bedenken ist auch, dass die Leserschaft deutlich größer war als die Zahl der Abonnenten.
Bis 1819 erschien das Blatt zweimal wöchentlich. Es umfasste zunächst nur vier zweispaltig bedruckte Seiten. Seit 1815 verdoppelte sich die Seitenzahl vor allem durch verschiedene Beilagen. Zahlreiche Beiträge waren, wie damals noch üblich, anonyme nur mit Pseudonym oder Kürzel versehene, unaufgeforderte und damit nicht bezahlte Zusendungen.
Inhaltlich wurden zahlreiche Gebiete bis hin zur Naturwissenschaft abgedeckt. Eine wichtige Rolle spielten regionalgeschichtliche Beiträge. In religiöser Hinsicht dominierte das protestantische Element, obwohl auch Katholiken in dem Blatt publizierten. Kontrovers gestritten wurde unter anderem auch über die Beibehaltung der Judenemanzipation. Ausführlich wurde über wissenschaftliche und technologische Neuerungen berichtet. Hinzu kamen Beiträge zur Sozial- und Wirtschaftspolitik. Die regionalen Unternehmer, die von der der englischen Konkurrenz bedroht waren, nutzten das Blatt um für die Einführung von Schutzzöllen einzutreten. Eine wichtige Rolle spielten die unmittelbaren Zeitereignisse. So stand 1817 die Hungersnot im Mittelpunkt. Der Wucherhandel aber auch die Hilflosigkeit des Staates wurde kritisiert, aber auch über privat organisierte Hilfsaktionen berichtet.

## Verfassungsdebatte
Zwar spielte in der Zeitschrift der Beginn der nationalen Bewegung eine Rolle, aber es fehlte an nationalistischen und antifranzösischen Übersteigerungen. Anfang erwartete man von Deutschen Bund noch eine „Vereinigung aller Deutschredenden in einem Staatskörper“ auf konstitutioneller Grundlage. Dabei setzte man nicht so sehr auf die Restauration des Alten, sondern auf eine Neugestaltung des politischen Lebens. Wichtiger war allerdings für die Autoren die Verfassungsdebatte in Preußen. Die Mehrzahl der Beiträge verfolgten dabei sehr gemäßigt liberale Ansichten. Insgesamt aber wurden im Hermann alle damals relevanten Verfassungsvorstellungen diskutiert. Für die meisten Autoren war eine konstitutionelle Monarchie die Idealvorstellung. Diese sollte verbunden sein mit staatsbürgerlicher Gleichheit, politischer Freiheit und insbesondere der freien Meinungsäußerung. Bei den meisten Beiträgen blieb die Rolle der Volksvertretung begrenzt. Bemerkenswert ist, dass die meisten Autoren auch aus den früher nichtpreußischen Gebieten ihre Hoffnung zunächst auf Preußen setzten.
Unter dem Pseudonym „Götz vom Rheine“ formulierte der Unternehmer Johann Gerhard Siebel im Jahr 1818 als eine der weitestgehenden Forderungen: „Feste Verfassung, aus welcher hervorgehen: Volksvertretung, Gleichheit vor dem Gesetz, gleiche Steuer und Last, öffentliches [Gerichts-]Verfahren, Landesmacht, Trennung der Gewalten, freier Haushalt der Gemeinden ..., Preßfreiheit unter Verantwortlichkeit des Verfassers, Aufhebung aller Überbleibsel des Feudalismus! – Das ist’s, was wir wünschen!“
Die adelige Gegenposition wurde von Friedrich Freiherr von Hövel vertreten. Ihm ging es darum an die alte adelige Führungsrolle anzuknüpfen, ohne dabei die Veränderungen seit der französischen Revolution völlig zu verneinen. Für ihn sollten die Stände dazu dienen die Macht der Zentralverwaltung zu begrenzen. Er war bereit die Mitwirkung von Bürgertum und Bauern zu akzeptieren.

## Verbot
Zwar nahmen in den letzten Jahren auch in der Zeitung die kritischen Stimmen gegenüber der staatlichen Praxis und Organisation zu. Insgesamt vertrat das Blatt aber äußerst gemäßigte Positionen. Auch erfuhr es anfangs Unterstützung der Behörden. Dies begann sich rasch zu ändern.
Seit 1817 stießen die Artikel des Hermann immer mehr auf Kritik der preußischen Zentralbehörden in Berlin. Besonders die Artikel, die sich gegen Fehlentwicklungen in den lokalen Verwaltungen wandten, waren im Zuge der Restaurationspolitik trotz früherer Ermutigungen nun nicht mehr erwünscht. Dies verschärfte sich mit den Karlsbader Beschlüssen von 1819. Am 10. September 1819 erschien im Hermann ein kritischer Bericht über die einsetzende Demagogenverfolgung. Kurze Zeit später wurde das Blatt verboten. Zwar erschien der Hermann zwischen 1823 und 1835 zuerst in Schwelm und dann in Barmen erneut, spielte aber politisch keine Rolle mehr.